# Madabeno (Ort)
Madabeno ist ein osttimoresischer Ort im Suco Madabeno (Verwaltungsamt Laulara, Gemeinde Aileu).

## Geographie
Das Dorf Madabeno liegt im Südwesten der Aldeia Manufoni auf einem Bergrücken, auf einer Meereshöhe von 1104 m. Den Hang nach Norden runter führt eine Straße zum Weiler Manufoni. Am höchsten Punkt des Hügels liegt südlich der Ort Turiscai. Nach Südwesten führt eine Straße nach Desmanhata, eine weitere nach Südosten zum Weiler Lisimu und eine Straße nach Westen nach Malaeurhei.
In Madabeno befinden sich der Sitz des Sucos, die Zentralgrundschule (Escolas Basicas Centrais EPC) Besilau und die Grundschule Madabeno (EP).